# Ritscher Upland
Ritscher Upland, ou hautes terres de Ritscher (en allemand Ritscherhochland), est un plateau subglaciaire de l'ouest de la terre de la Reine-Maud, délimité par les monts Kraul et la chaîne Heimefront à l'ouest et au sud-ouest, et par le massif de Borg et l'escarpement de Kirwan à l'est.

## Histoire
Ritscher Upland a été découvert lors de la troisième expédition antarctique allemande (1938-1939) et porte le nom d'Alfred Ritscher, chef de l'expédition.
Il a été cartographié plus précisément à partir de photos aériennes prises par l'expédition antarctique norvégo-britannico-suédoise (1949-1952), dirigée par John Schjelderup Giæver.